# Eucrostes virginalis
Eucrostes virginalis är en fjärilsart som beskrevs av Costa 1834. Eucrostes virginalis ingår i släktet Eucrostes och familjen mätare. Inga underarter finns listade i Catalogue of Life.